# Matthias Schiffer
Matthias Schiffer (* 1744 in Puch in der Steiermark; † 1827 in Graz) war ein österreichischer Maler, Zeichner und Graphiker in der Zeit des Klassizismus.

## Leben
Schiffer wirkte als Architektur-, Landschafts- und Freskenmaler nicht nur in Kärnten und in der Steiermark, sondern auch in Bayern sowie in Kroatien und Ungarn. Seine Herkunft und der Stil seiner Werke brachte ihm die Bezeichnung „letzter Monumentalmaler des steirischen Barocks“ ein, der sich nicht nur den Wurzeln seines Œuvres in der Kunst des 18. Jahrhunderts, sondern auch dem hohen Niveau seines Schaffens verdankt. Er verzierte unter anderem eine 1795  erbaute Schießanlage in Grätz mit Plafondmalereien. In den letzten Jahren litt er an zunehmender Sehschwäche, so dass einige Gemälde unvollendet blieben. Sein Sohn Franz Josef Schiffer wurde Bühnenbilder und war später in Klagenfurt und Bruck und der Mur tätig, er betrieb in Graz eine Laterna magica. Der Landschaftsmaler Anton Schiffer (1811–1876) war dessen Sohn und Schiffers Enkel. Ein weiterer Sohn hieß Franz (Franciskus) Theodor Schiffer er wurde am 25. April 1783 als Sohn des Kunstmalers „Matthias Schifer“ in der Kirche St. Ulrich in Regensburg getauft.

## Werke

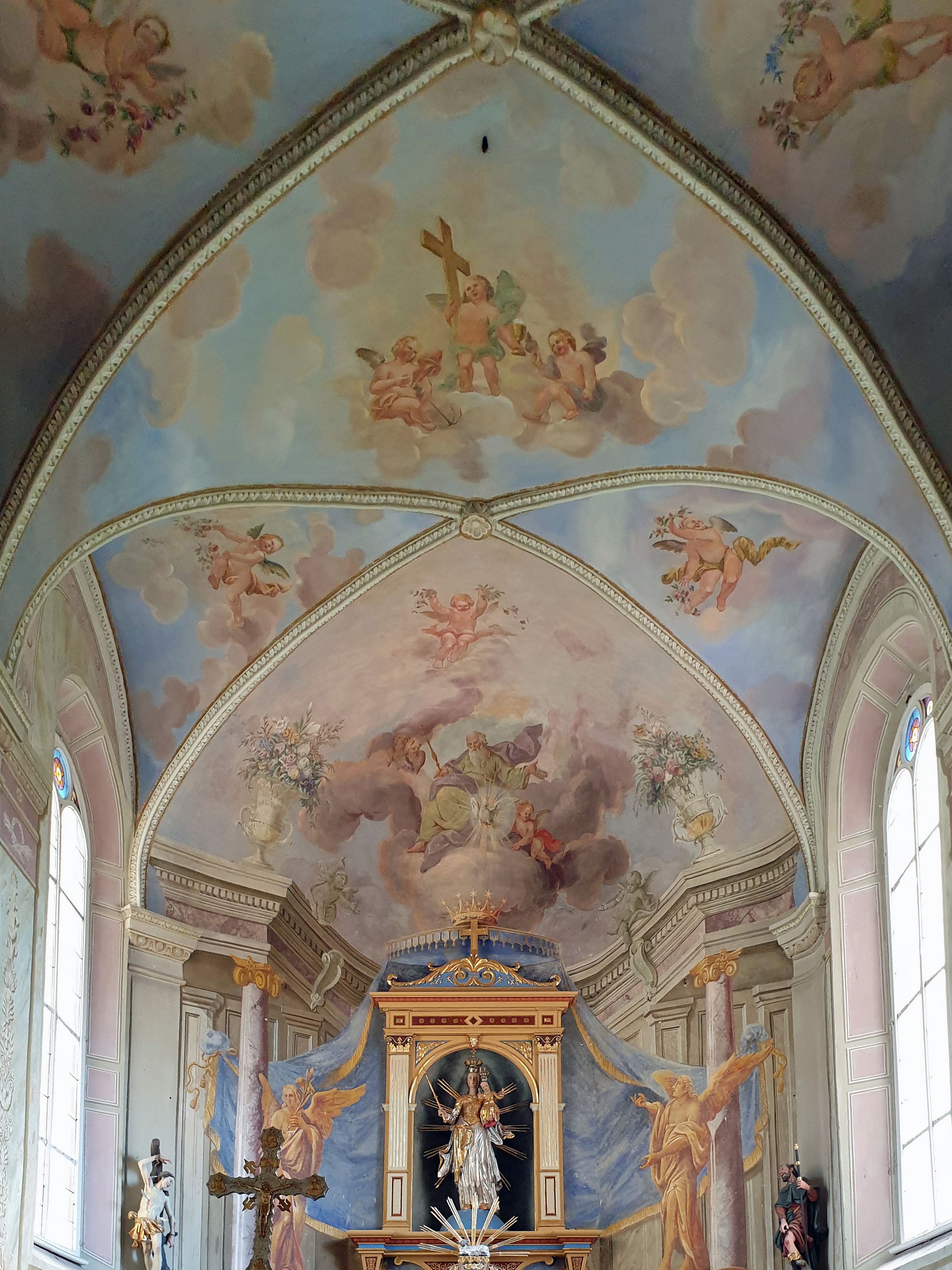
Fresken in der Frauenkirche Bad Radkersburg

- um 1774 Mariaort bei Regensburg: Fresken der Wallfahrtskirche Mariaort
- 1776 Kloster Mallersdorf: Deckenfresko im Schiff der Klosterkirche
- 1780 Regensburg: Wandfresken mit Landschaftsausblicken im Kapitelsaal am Domkreuzgang
- 1795 Stift Rein: Szenen aus der griechischen Mythologie in einem Saal der Prälatur
- um 1800 Fresken in der Frauenkirche Bad Radkersburg
- 1803 Graz: Deckenfresko in der Dismas-Kapelle am Kalvarienberg
- 1803 Graz: Deckenfresken im Haus Herrengasse 6
- 1807 Hochaltarbild Mariä Geburt in der Stadtpfarrkirche Bruck an der Mur

Werke in nicht kirchlichen Gebäuden
- 1792 Graz: Fresken des von Franz Karl Deyerkauf errichteten Mozartdenkmals in der Schubertstraße; beim Umbau 1911 zerstört
- Ausmalung eines Tanzsaales im Goldenen Kreuz in Regensburg
- Ein Saal im Haus des Grafen von Bombelles
- Großer Saal im Postgebäude in Straubing
- Mehrere Säle in Schloss Pertlsheim der Freiherrn von Hornstein

Gemälde
- 1786 Inneres einer dreischiffigen katholischen Kirche[5]
- 1787 Inneres einer einschiffigen katholischen Kirche[6]